# Ropica nigroscutellaris
Ropica nigroscutellaris är en skalbaggsart som beskrevs av Stefan von Breuning 1943. Ropica nigroscutellaris ingår i släktet Ropica och familjen långhorningar.
Artens utbredningsområde är Sulawesi. Inga underarter finns listade i Catalogue of Life.